# Герб Чарторийська
Герб Чарторийська затверджений 25 червня 2008 року сесією Чарторийської сільської ради.

## Опис герба
У червоному полі срібний вершник на срібному коні з лазуровою збруєю, у піднятій правиці тримає срібний меч, у лівиці — червоний щит із срібним прямим хрестом; внизу — лазурова база, відмежована срібною тонкою хвилястою балкою. Щит обрамований декоративним картушем і увінчаний срібною міською короною з трьома вежами.
Автор — І. Хамежук, консультанти — Г. Бондаренко (заступник голови Волинської обласної геральдичної комісії, професор Волинського національного університету), О. Бірюліна (завідувач відділом давньої історії Волинського краєзнавчого музею), Б. Бернадський.
Основною фігурою герба є вершник на коні — Погоня — родовий знак князів Чорторийських, оскільки цей рід взяв прізвище саме від даного населеного пункту. Щит у руках вершника із зображенням герба Волині підкреслює географічне розташування поселення. Лазурова база із срібною хвилястою балкою символізує річку Стир. Також таке поєднання в нижній частині герба сприймається як смуга, черта, що відображає одну з версій походження назви села.